# 16e dynastie van Egypte
Manetho, de Griekse geschiedschrijver aan wie wij de indeling in dynastieën van de Egyptische geschiedenis danken, beschrijft niet geheel correct een aantal Hyksos vorsten die door Apepi I met gezag bekleed werden als een aparte dynastie, de 16e dynastie (ca. 1590-1540). Deze dynastie bestond dus eveneens uit Hyksos-vorsten en liep gelijktijdig met de 15e Dynastie.